# Tensiometer (Oberflächenspannung)
Tensiometer sind Messgeräte zur Bestimmung der Oberflächenspannung.
Für dynamische Messungen in der Automatisierungstechnik eignet sich besonders die Blasendruck-Methode und die Tropfen-Volumen-Methode.
Die Oberflächenspannung lässt sich auch durch den Kapillareffekt messen (siehe dazu Messung der Oberflächenspannung).
Es gibt unterschiedliche Messprinzipien:

## Kraftmessung

### Bügelmethode

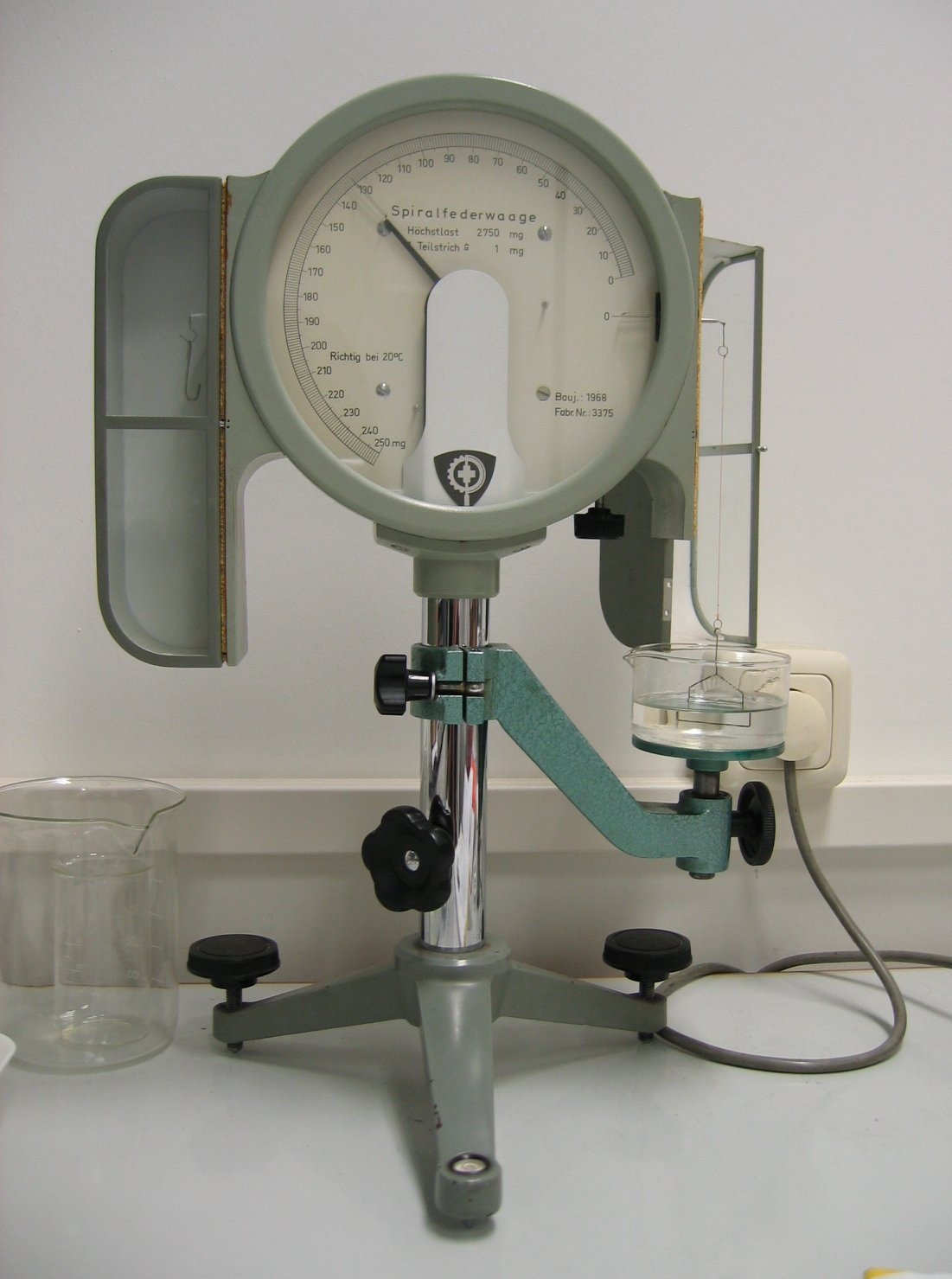
Messung der Oberflächenspannung mit der Bügelmethode

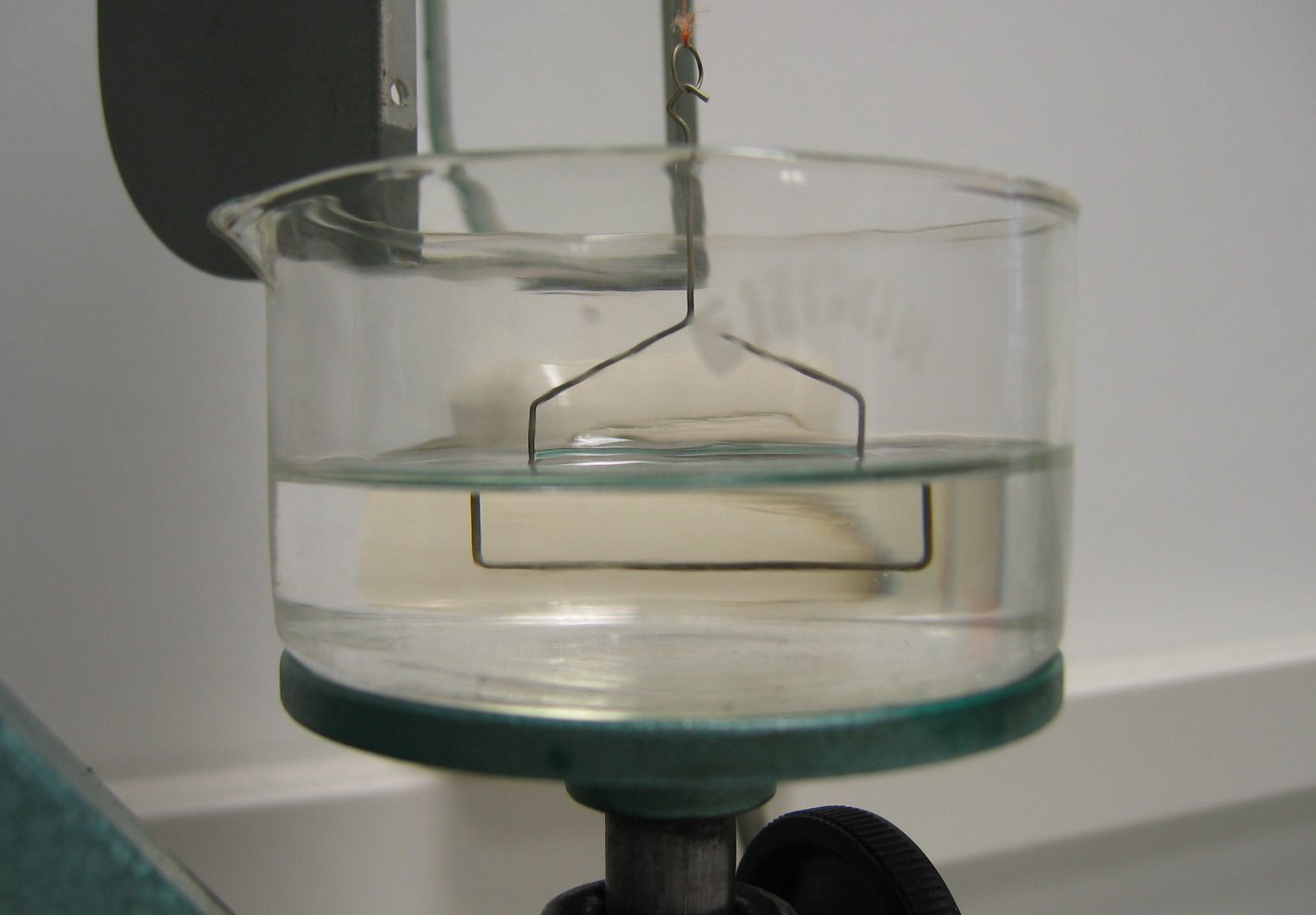
Bügel in der Flüssigkeit

Bei der Bügelmethode von Lenard (auch Abreißmethode) wird ein Bügel mit einem darin eingelöteten extrem dünnen Draht (meist aus Platin) in die Flüssigkeit gehängt, sodass dieser gerade in die Flüssigkeit eintaucht und von dieser benetzt wird. Mit einer Präzisionsfederwaage wird dann die Zugkraft am Bügel nach und nach erhöht. Der Draht wird dann aus der Flüssigkeit gezogen und zieht einen Flüssigkeitsfilm mit. An einem bestimmten Punkt reißt dieser Film ab.
Durch das Ziehen am Bügel wird Arbeit gegen die Oberflächenspannung verrichtet. Aus der maximal möglichen Zugkraft am Bügel, bevor der Flüssigkeitsfilm abreißt, den Abmessungen des Bügels und der Dichte der Flüssigkeit kann dann die Oberflächenspannung berechnet werden.
Bei Flüssigkeiten wie Ethanol und Drahtlängen von 2–3 cm bei einem Radius von 0,1 mm liegt der Erwartungswert für die Masse im zwei- bis dreistelligen Milligramm-Bereich. Es sind also sehr präzise Waagen nötig. Bei einer Messunsicherheit der Waage von 5 mg und einer Vermessung des Drahtes auf 1 µm genau beträgt der Größtfehler des Endergebnisses bereits 8–12 %.

### Ringmethode

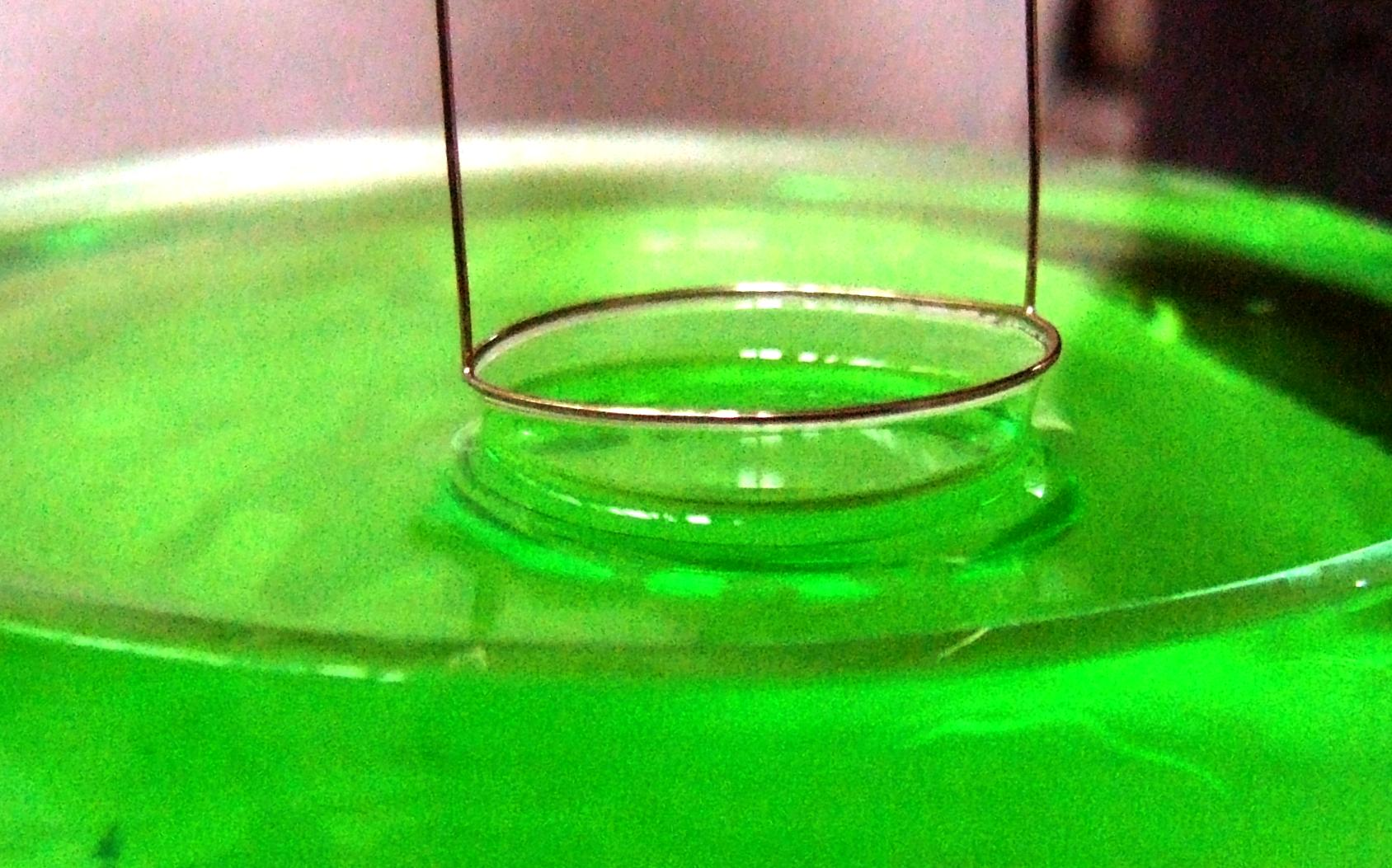
Drahtbügel eines Du Noüy Tensiometers beim Herausziehen aus der Flüssigkeit.

Klassische Methode von Pierre Lecomte du Noüy zur Messung der Grenzflächenspannung und Oberflächenspannung, unkritisch auch bei schwierigen Benetzungsverhältnissen. Gemessen wird die Kraft einer vom Ring hochgezogenen Flüssigkeitslamelle ähnlich wie bei der Bügelmethode.

### Plattenmethode
Universalmethode von Wilhelmy, speziell geeignet für Oberflächenspannungsmessungen über einen längeren Zeitbereich. Gemessen wird die Kraft, die sich durch die Benetzung der senkrecht aufgehängten Platte ergibt.

## Optische Vermessung
Aus der Tropfengeometrie wird die Oberflächenspannung bestimmt.

### Kontaktwinkelmessung
Gibt auch Aufschluss über die Benetzbarkeit eines Stoffes. Über die Young'sche Gleichung lässt sich aus dem Cosinus des Kontaktwinkels die Oberflächenspannung berechnen.

### Pendant-Drop-Methode
Geeignet für Grenz- und Oberflächenspannungsmessungen. Messmöglichkeiten auch bei extremen Drücken und Temperaturen. Ein hängender Tropfen hat unter dem Einfluss der Gravitation eine ellipsoide, birnenförmige Gestalt. Es erfolgt die optische Erfassung der Tropfengeometrie mit Tropfenkonturanalyse. Die Größe der Tropfen, die von einer Kapillare abtropfen, ist proportional zur Oberflächenspannung.

### Spinning-Drop-Methode
Zur Bestimmung von Grenzflächenspannungen. Besonders geeignet für niedrige bis extrem niedrige Messbereiche. Gemessen wird der Durchmesser eines rotierenden Tropfens in der schweren Phase.

### Expanding/Oscillating-Drop-Methode (EDM/ODM)
Methode zur Erfassung der oberflächenrheologischen Eigenschaften von Flüssigkeiten. Beschrieben wird die Abhängigkeit der Oberflächenspannung vom Grad und von der Geschwindigkeit der Flächenausdehnung eines Tropfens, der entweder schnell ausgedehnt wird und dann stillsteht (EDM) oder einer sinoidal oszillierenden Schwingung unterliegt (ODM). Mit Hilfe dieser Messtechnik kann die Schaumstabilität und die Emulsionsstabilität beschrieben werden.

## Weitere Methoden

### Blasendruck-Methode
Ist geeignet zur messtechnischen Erfassung der dynamischen Oberflächenspannung (Messung in Abhängigkeit vom Oberflächenalter). Dazu wird über eine in eine Flüssigkeit getauchte Kapillare ein Gasstrom geleitet. Die sich dabei bildende Blasenoberfläche wölbt sich und verringert dabei kontinuierlich den Blasenradius. Der Maximaldruck in der Blase vor dem Abreißen wird zur Bestimmung der Oberflächenspannung benutzt.

### Tropfen-Volumen-Methode
Gemessen wird die Tropfenanzahl, in die sich ein vorgegebenes Flüssigkeitsvolumen teilt. Überlegene Methode zur dynamischen Messung von Grenzflächenspannungen.